# Walter Dietze (Verleger)
Walter Wilhelm Hermann Dietze (* 6. Oktober 1888 in Berlin; † 1962) war ein deutscher Verleger und Buchhändler.

## Leben
Nach dem Abitur im Jahr 1906 am Friedrich-Wilhelms-Gymnasium in Berlin studierte Walter Dietze an den Universitäten München, Grenoble, Freiburg und Halle Rechts- und Staatswissenschaften. 1909 wurde er Mitglied des Corps Rhenania Freiburg. 1911 legte er das Referendarexamen ab. Von 1911 bis 1912 diente er als Einjährig-Freiwilliger und setzte anschließend seine Ausbildung fort. Am Ersten Weltkrieg nahm er von 1914 bis 1918 als Soldat teil, zuletzt als Ordonnanz-Offizier. Als Auszeichnungen erhielt er das Eiserne Kreuz II. und I. Klasse. 1919 wurde er in Würzburg zum Dr. jur. et rer. pol. promoviert. Anschließend trat er in die Leitung des väterlichen Verlages ein.
1920 wurde Dietze stellvertretender Reichsbevollmächtigter der Außenhandelsnebenstelle für das Buchgewerbe und Geschäftsführer der Zweigstelle Berlin des Börsenvereins deutscher Buchhändler. 1923 übernahm er die Geschäftsleitung des Verlages K. F. Koehler und der Berliner Niederlassung der Koehler & Volckmar AG & Co. 1928 wurde er zum Syndikus des Reichsvereins deutscher Kunstverleger und -händler und zum Syndikus des Reichsverbandes deutscher Zeitschriften-Verleger ernannt. Zuletzt, nach dem Zweiten Weltkrieg, lebte Dietze in Stuttgart.

## Schriften
- Die Preisbildung des Deutschen Buchhandels im Lichte der Kriegswucherverordnungen, 1919
- Kreditschutz bei Fachzeitschriften, 1930
- Die Nacht des Buches, 1930
- Dank an Albert Heß. In: Börsenblatt für den deutschen Buchhandel, Bd. 4, 1948, S. 1553–1554